# 콜라주

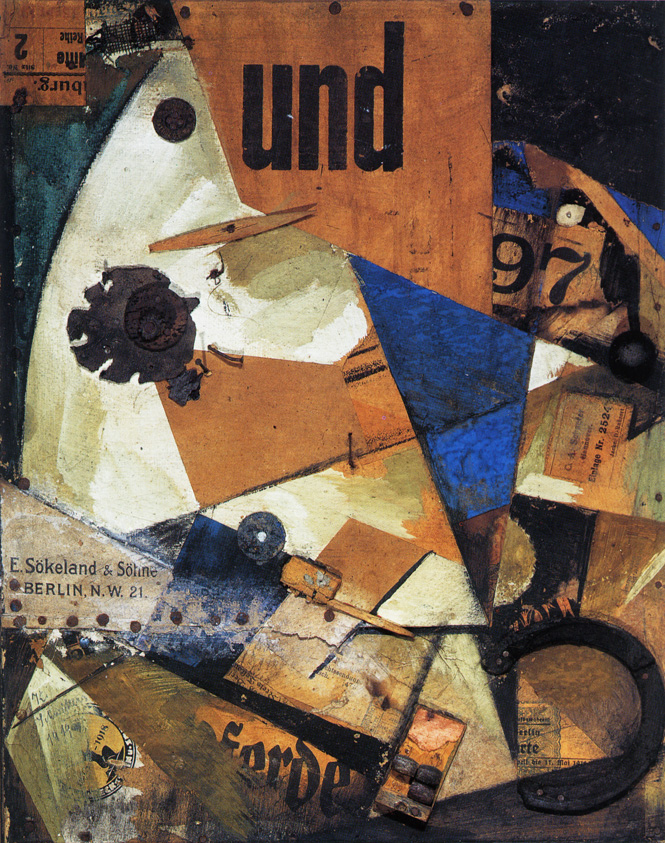
Das Undbild, 1919

콜라주(영어: collage)는 시각 예술에서 주로 쓰이며 질(質)이 다른 여러 가지 헝겊, 비닐, 타일, 나뭇조각, 종이, 상표 등을 붙여 화면을 구성하는 기법이다. 어원은 "to glue(접착하다)"는 의미의 프랑스어 coller에서 파생되었다. 기존의 이미지를 활용한다는 점과 애니메이션 카메라 및 스탠드로 움직임을 만들어낸다는 점에서 키네스테시스와는 달리 콜라주 기법은 보는 이들에게 별난 느낌을 심어준다. 콜라주 이미지 속에는 미치광이 피에로 같은 면이 보이고 있으며, 거대한 소용돌이 속에 서 있는 느낌을 받기도 한다. 또한 콜라주 작품을 제작하는 기본 양식으로 두 가지 인상주의 스타일과 내러티브 스타일을 꼽을 수 있다. 그 중 인상주의 양식에 더 익숙해지고, 이미지들의 공습이 화면을 가득 채운다.

## 정의
풀로 붙인다는 뜻으로 1912∼13년경 조르주 브라크와 파블로 피카소 등의 입체파들이 유화의 한 부분에 신문지나 벽지 ·악보 등 인쇄물을 풀로 붙였는데 이것을 ‘파피에 콜레’라 부르게 된 것이다. 이 수법은 화면의 구도 ·채색효과 ·구체감을 강조하기 위한 수단이었고 제1차 세계 대전 이후의 다다이즘 시대에는 파피에 콜레를 확대하여 실밥 ·머리칼 ·깡통 등 캔버스와는 전혀 이질적인 재료나 잡지의 삽화 ·기사를 오려붙여 보는 사람에게 이미지의 연쇄반응을 일으키게 하는, 부조리와 냉소적인 충동을 겨냥하였다. 여기서 사회풍자적 포토 몽타주가 생겨난 것이다. M.에른스트의 작품도 여기에 속한다. 1950년대 초 로렌스 앨러웨이에 의해 명명된 팝 아트도 역시 테크놀러지라든가 매스 미디어에 의해 대중의 시각 안에 있는 조형적 요소를 몽타지해서 작품에 포함시켰으며 R.라우션버그의 작품도 원천은 콜라주 기법에 의한 것이다.

## 등장 배경
'콜라주'라는 낱말은 다다이즘과 초현실주의 화가들의 작품, 특히 막스 에른스트의 작품을 가리킬 때 처음 사용되었다. 에른스트의 콜라주는 오래된 판화와 인쇄물을 교묘하게 잘라 붙여 보는 사람을 불안하게 만드는 비합리적인 이미지를 만든 것이었다. 쿠르트 슈비터스의 콜라주는 끈이나 넝마 조각, 나무토막, 철사, 못, 종이 따위를 활용했다. 앙리 마티스가 말년에 만든 '파피에 데쿠페'(papiers découpés)는 풍부한 상상력을 보여주는 작품으로, 콜라주 기법의 변형을 채택한 것이다. 미국의 조지프 코넬은 친밀감을 주면서도 신비로운 유리 진열장에 콜라주 기법을 확대해 적용했다.

## 설명
종이, 천, 또는 어떤 자연적 혹은 공업생산된 재료를 캔버스나 화판에 붙여 2차원적 화면이나 저부조로 회화적 구성을 이루는 기법이나 그러한 기법으로 제작된 미술작품을 지시를 의미한다. 콜라쥬는 색종이 조각을 붙여 장식적인 도안을 만드는 papiers collés라는 19세기 미술적 오락에서 비롯되어서 이 기법이 순수미술의 영역에서 채택된 것은 1912-3년경의 일로, 피카소와 브라크는 자신들의 입체주의회화에 신문, 유리나 철사 조각 등을 끌어들여 작업 시도했다.

## 기원
1911년경 입체파 화가였던 피카소와 브라크가 만들어낸 기법이다. 본래의 의미는 풀칠하다, 바르다의 의미를 갖고 있으나 회화에서 화면의 리얼리티(실재성)를 추구하기 위하여 악보나 모래, 톱밥, 나무토막과 같은 실제의 물건을 화면에 붙여 현실에서 존재하는 느낌을 갖는 회화의 한가지 기법이다. 이와 비슷한 방법으로 파피에 콜레(Papier Colle)라는 기법이 있는데 이것은 우표나 상표, 신문지, 벽지와 같은 종이 종류를 붙여 그림을 만드는 방법이다. 피카소나 브라크는 화면의 미적인 구성을 위한 조형의 수단으로 여러 매체를 차용하였다. 그후, 1차 세계 대전 중에 다다이즘에 발생한 콜라주 기법은 사회적 풍자를 목적으로 한 풍자적 몽타주로 발전이 되기도 했다. 1920-30년대에는 포토몽타주를 통한 환상적인 기법이 발전되었고 포토 콜라주는 사진의 특수 기법과 인쇄매체를 혼합한 그림을 만들었다. 초현실주의의 막스 에른스트와 같은 화가는 기상 천외한 백 개의 머리를 가진 여인과 같은 상상적인 인물을 만드는 초현실주의적인 콜라주를 만들어 내기도 했다. 이는 전혀 다른 물체끼리 조합함으로써 색다르고 비유적인 상징적 효과를 노린 표현 기법으로 발전하였다. 1960년대에 유행한 팝 아트 역시 기존의 대중 매체를 이용하여 짜 맞추는 몽타주나 콜라주 기법을 사용하여 회화의 예술성으로 작품을 만들었다. 미술사적으로 갖는 의미는 미술이 물체와의 만남을 갖음으로써 우리가 흔하게 사용하고 있는 물건들이 예술품으로 간주 될 수 있다는 예술의 대중화를 이끌게 되었다.

## 적용
콜라주(Collage)는 질(質)이 다른 여러 가지 헝겊, 비닐, 타일, 나뭇조각, 종이, 상표 등을 붙여 화면을 구성하는 기법이다. 기존의 이미지를 활용한다는 점과 애니메이션 카메라 및 스탠드로 움직임을 만들어낸다는 점에서 키네스테시스와는 달리 콜라주 기법은 보는 이들에게 별난 느낌을 심어준다. 콜라주 이미지 속에는 미치광이 피에로 같은 면이 보이고 있으며, 거대한 소용돌이 속에 서있는 느낌을 받기도 한다. 또한 콜라주 작품을 제작하는 기본 양식으로 두가지 인상주의 스타일과 내려티브 스타일을 꼽을 수 있다. 그중 인상주의 양식에 더 익숙해지고, 이미지들의 공습이 화면을 가득 채운다.

## 같이 보기
- 몽타주